# Douglas DC-1
Douglas DC-1 byl první model ze slavné řady letounů DC.
Vývoj letounu se dá vystopovat k nehodě letounu Fokker F.VII v roce 1931. Po této nehodě americký úřad pro civilní letectví ustanovil, že dopravní letadla musí mít křídla vyrobená z kovu. Společnost TWA (Transcontinental and Western Air, později Trans World Airlines), majitel havarovaného Fokkeru, zadala čtyřem leteckým výrobcům projekt třímotorového letounu pro dvanáct cestujících s novými požadavky:
- Kovová křídla
- Zatahovací podvozek
- Možnost letu, když se jeden motor porouchá

Společnost Douglas sestavila dolnoplošný dvoumotorový letoun s kovovým křídlem pro 12 cestujících a dvoučlennou posádkou s letovou obsluhou. I s dvěma motory letoun překonal požadavky letecké společnosti. Byl vyroben pouze jeden prototyp zalétaný 1. července 1933 piloty Carlem Coverem a Fredem Hermanem; k tomu, aby byly pokryty náklady na vývoj, bylo potřeba prodat 100 letadel.
Během půlročního testovacího období bylo provedeno přes 200 zkušebních letů a letoun ukázal svou převahu nad tehdejšími dopravními letouny (např. třímotorové Fordy a Fokkery), které používala většina společností. Letoun DC-1 dokázal přeletět s piloty Jackem Fryem a Eddie Rickenbackerem ze západu USA na východ do Newarku za rekordních 13 hod. a 5 minut. Společnost TWA letoun přijala s několika úpravami, hlavně 14 místy pro cestující a silnějšími motory Pratt and Whitney SDG-1690D Hornet o výkonu 515 kW, se kterými se označení změnilo na DC-1A; objednala 20 letounů. Jedinou DC-1 (NC-223Y) převzaly aerolinky TWA v prosinci 1933 s opět výkonnějšími motory SGR-1820F-3 Cyclone s výkonem 520 kW. Typ se vyráběl pod názvem Douglas DC-2.
Prototyp DC-1 byl roku 1938 prodán španělské společnosti Líneas Aéreas Postales Españolas (L.A.P.E.) (imatrikulace EC-AGN, později u společnosti SATA EC-AAE). V prosinci roku 1940 v Malaze havaroval.

## Specifikace (DC-1)

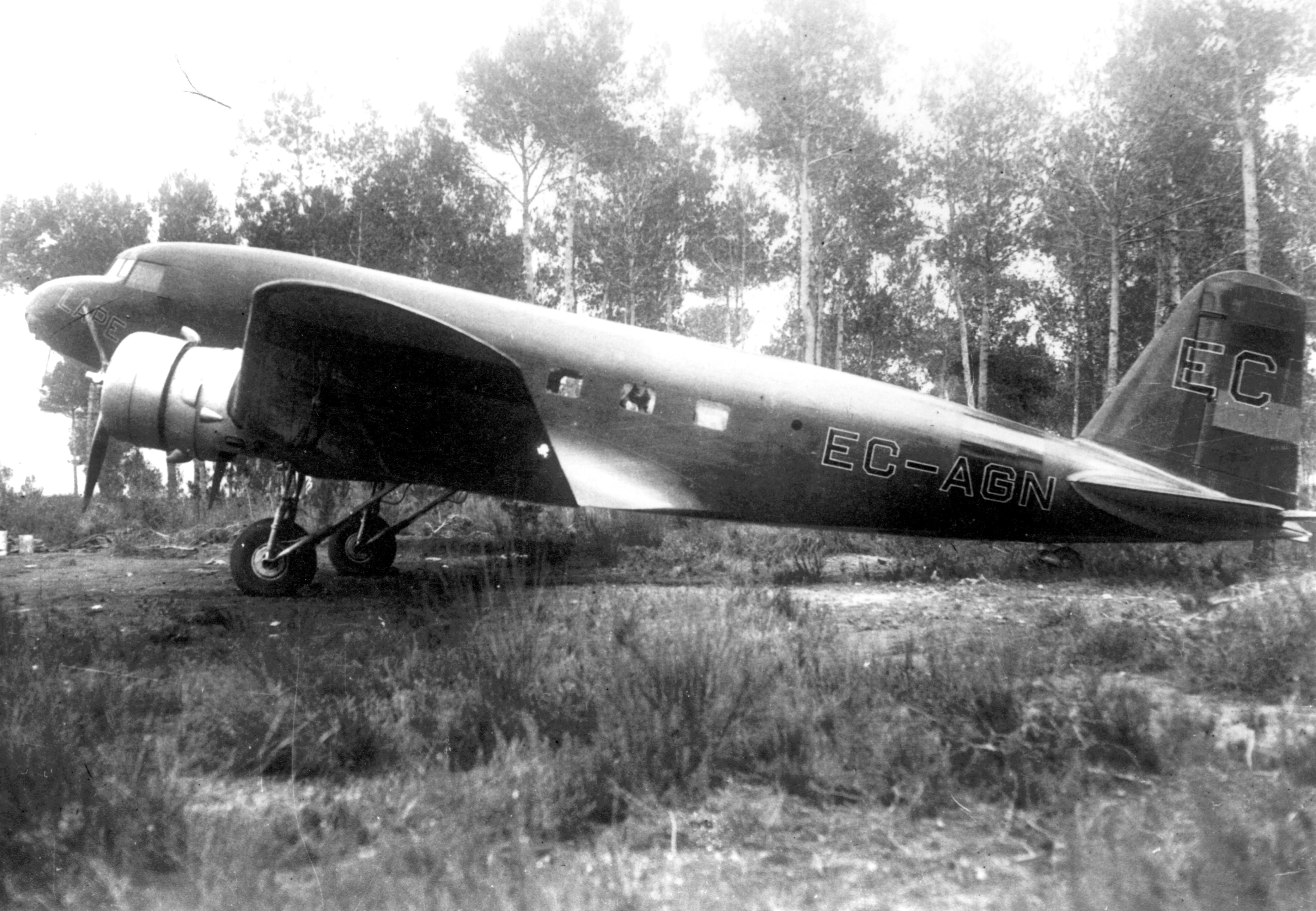
DC-1 (EC-AGN)

### Technické údaje
- Posádka: 2 piloti a letová obsluha
- Kapacita: 12 cestujících
- Délka: 18,28 m
- Rozpětí: 25,91 m
- Výška: 4,88 m
- Hmotnost (prázdný): 5 033 kg
- Maximální vzletová hmotnost: 7 938 kg
- Pohonná jednotka: 2× hvězdicový motor Wright Cyclone SGR-1820F, každý o výkonu 710 hp

### Výkony
- Maximální rychlost: 373 km/h
- Cestovní rychlost: 306 km/h
- Stoupavost u země: 5,3 m/s
- Dostup: 7 010 km
- Dolett: 1610 km